# Veronica Ewers
Veronica Ewers (Renton, 1 september 1994) is een Amerikaans wielrenster.

## Carrière
Ze werd in augustus 2021 professioneel wielrenster. Daarvoor speelde ze al voetbal voor de Willamette University in Oregon, toen ze daar antropologie en Spaans studeerde. Na haar studie ging ze hardlopen, en een loopmaatje moedigde haar aan om te gaan fietsen. Ewers groeide op in Moscow in de staat Idaho, tegen de grens met Washington, de staat waar ze geboren werd. Tijdens het wielerseizoen is ze woonachtig in het Belgische Rixensart.
In september 2021 maakte Ewers de overstap naar Team TIBCO-SVB. Haar debuut voor de ploeg maakte ze in de Ronde van de Ardèche. In haar tweede seizoen bij de ploeg behaalde ze haar eerste profzege in het Festival Elsy Jacobs en won ze de Clásica de Navarra. Later dat jaar werd ze onder meer negende in de Ronde van Frankrijk en vijfde in de Ronde van Romandië. Haar goede prestaties in etappekoersen zette ze in 2023 door met en zeventiende plek in de Ronde van Spanje en een vijftiende plek in de Ronde van het Baskenland, waarna ze in juli voor het eerst aan de start van de Ronde van Italië stond. Na negen dagen eindigde ze op de vierde plek, op vijfenhalve minuut van winnares Annemiek van Vleuten. Aan het eind van die maand, in de zesde etappe van de Ronde van Frankrijk kwam ze ten val, waarbij ze haar sleutelbeen brak.
Halverwege het seizoen 2024 zette Ewers haar carrière op pauze vanwege haar mentale en fysieke gesteldheid. In februari 2025 maakte ze haar rentree in de Clásica de Almería.

## Palmares

### Overwinningen
2022
2e etappe Festival Elsy Jacobs
Clásica Féminas de Navarra

### Resultaten in voornaamste wedstrijden
| Jaar | Ronde van Italië | Ronde van Frankrijk | Ronde van Spanje |
| ---- | ---------------- | ------------------- | ---------------- |
| 2021 |                  |                     |                  |
| 2022 |                  | 9e                  | 14e              |
| 2023 | 4e               | opgave              | 17e              |
| 2024 |                  |                     | 46e              |
| 2025 | 87e              |                     |                  |

| Jaar | Ronde van Vlaanderen | Parijs-Roubaix | Amstel Gold Race | Luik-Bast.‑Luik | Ronde van Emilia | Waalse Pijl |  | WK op de weg |
| ---- | -------------------- | -------------- | ---------------- | --------------- | ---------------- | ----------- |  | ------------ |
| 2021 |                      | buit.tijd      |                  |                 |                  |             |  |              |
| 2022 | 44e                  |                | 28e              |                 | ↑                |             |  | 23e          |
| 2023 |                      |                | 33e              | 27e             |                  | 14e         |  |              |
| 2024 |                      |                | 62e              | opgave          |                  | 75e         |  |              |
| 2025 |                      |                | opgave           |                 |                  |             |  |              |

## Ploegen
- 2021 –  Team TIBCO-SVB (vanaf 8 september)
- 2022 –  EF Education-TIBCO-SVB
- 2023 –  EF Education-TIBCO-SVB
- 2024 –  EF-Oatly-Cannondale[a]
- 2025 –  EF Education-Oatly

Buurman · Dixon · Erath · Ewers · Faulkner · Frain · Gigante · Honsinger · Kessler · Langley · Newsom · Peñuela · Smith · Stephens · Ward · Yonamine
Bäckstedt (vanaf 1/8) · Banks · Borghesi · Erath · Doebel-Hickok · Ewers · Hammes · Honsinger · Langley · Newsom · Poidevin · Shapira · Smith · Stephens · Vallieres
Bäckstedt (tot 31/8) · Banks · Beuling (vanaf 20/4) · Borghesi · Doebel-Hickok · Ewers · Hammes · Honsinger · Jackson · Langley · Poidevin · Shapira · Smith · Stephens · Vallieres · Williams
Armitage · Borghesi · Cadzow · Emond · Ewers · Faulkner   · Henttala · Jackson · Kakita (vanaf 31/7) · Kessler · Knaven (vanaf 24/6) · Koppenburg · Labecki · Quinn · Rüegg · Stannard · Vallieres
Armitage (tot 1/4) · Berton · Borghesi · Cadzow · Christie · Emond · Ewers · Faulkner   · Henttala · Jackson · Kerbaol · Kessler · Kingma (vanaf 27/6) · Knaven · Roy · Rüegg · Vallieres · Volstad · van der Wolf